# Francine Patterson
Francine (Penny) Patterson, née à Chicago, le 13 février 1947, est une éthologue qui est particulièrement connue pour avoir appris une forme modifiée de l'American Sign Language, appelée Gorilla sign language ou GSL, à un gorille appelé Koko. Son programme de recherche a débuté en 1972.
Elle est diplômée en psychologie de l'Université de l'Illinois en 1970. Son doctorat sur ses travaux linguistique avec Koko et Michael lui ont offert une vitrine mondiale. Elle a permis de mettre en lumière que les gorilles possèdent une conscience d'eux-mêmes proche de celle de l'Homme, et qu'ils sont capables d'éprouver des émotions complexes.
Penny Patterson est parvenue à apprendre la langue des signes américaine à Koko. L'animal s'exprimait avec plus de 1000 signes à la fin de sa vie. 
Sa relation tissée avec l'animal sera la cause de nombreuses controverses. Elle s'occupe de Koko comme une mère jusqu'à sa mort le 19 juin 2018.

## Filmographie
- 1978 : Koko, le gorille qui parle, film documentaire (85 min) de Barbet Schroeder.
- 1986 : Gorilla, film documentaire (57 min) de Barbara Jampel.
- 1999 : Conversations avec Koko le Gorille, film documentaire (49 min). Titre original A conversation with Koko.
- 2016 : Koko, The Gorilla Who Talks to People (59 min) de la BBC.

## Controverses
Le travail de Patterson a suscité de nombreuses controverses, car plusieurs anciens employés ont remis en question ses méthodes et résultats scientifiques, son attention au bien-être des gorilles et son professionnalisme général. Une allégation, faite par d'anciens employés, a déclaré qu'elle montrerait régulièrement ses mamelons à Koko et exige que d'autres employés, hommes et femmes, présentent leurs tétons au gorille. Un procès de harcèlement sexuel sur cette question a été réglé hors de la Cour. 